# Stefano Lucchini
Pour les articles homonymes, voir Lucchini.
Stefano Lucchini (né le 2 octobre 1980 à Codogno) est un footballeur italien qui joue au poste de défenseur.

## Biographie
Stefano Lucchini obtient sa première convocation en équipe nationale lors du match amical du 11 août 2010 contre la Côte d'Ivoire. Il n'est toutefois pas utilisé.

## Carrière d'entraîneur
- 2021-mars 2022 :  US Pergolettese